# Bouguer (kráter na Měsíci)

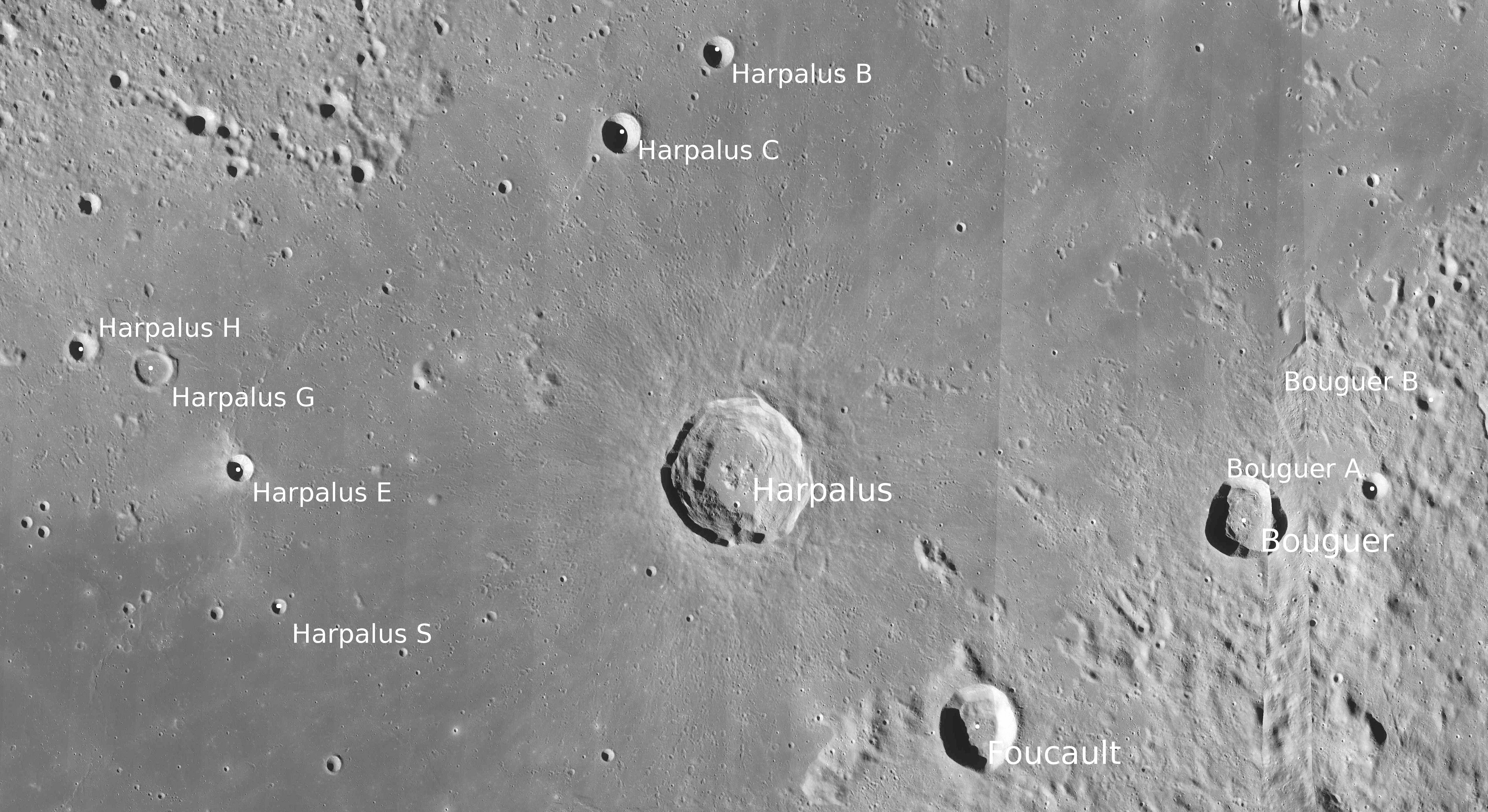
Kráter Bouguer a okolí.

Bouguer je impaktní kráter, který se nachází na jižním okraji západní části Mare Frigoris (Moře chladu) na přivrácené straně Měsíce. Jihozápadním směrem leží srovnatelně velký kráter Foucault (průměr 23 km), západně Harpalus (průměr 39 km).
Bouguer má průměr 23 km  a je pojmenován podle francouzského hydrografa, geodeta a astronoma Pierra Bouguera.